# 伊利亚·卡维林
伊利亚·阿纳涅维奇·卡维林（俄语：Илья Ананьевич Каверин；1910年5月15日—1963年11月19日）是一名苏联红军中士和英雄。卡维林在1943年基輔戰役期间于一辆已经失去作战能力的坦克中反击德军，消滅德軍30人，因此他被授予英雄稱號。战后卡维林复员并返回了他的家乡阿斯塔拉。

## 早年生活
1910年5月15日，卡维林生在阿斯塔拉的一个渔民家庭中，受过初等教育后，他也开始从事渔业    。

## 第二次世界大战
1941年，卡维林被征入红军，随后参与了高加索戰役。1943年11月，卡维林参加了基輔戰役，在第九机械化军第71机械化旅的第74坦克团担当坦克驾驶员。据说，卡维林的车组在战斗中突破了德軍防线，但之后他们的坦克炮塔被击中，车长、炮手以及通讯员全部阵亡，卡维林成了起火燃烧的坦克中的唯一生还者。苏方记录中，卡维林先扑灭了坦克里的火，之后仅凭一挺机枪和若干手榴弹在接下来的数日中击退了德军10次进攻，共殺死德軍30人，耗尽弹药后才依靠夜色掩护返回己方战线。在后来的争夺霍蒂夫的战斗中，卡维林又与新车组成员共同击毁了12辆德军载具，消滅了一整个排的德軍。1944年1月10日，卡维林获得苏联英雄称号以及列宁勋章    。
卡维林于1944年加入苏联共产党。  1945年5月14日，卡维林因在柏林戰役中的表现而获得红星勋章。

## 战后
卡维林在战争结束后退伍，最终军衔为中士。返回阿斯塔拉后，卡维林在Kitabinskom国有农场工作，最终死于1963年11月19日，並葬于家乡。 